# Javier Pérez-Tenessa
Pour les articles homonymes, voir Javier Pérez (homonymie).
Javier Pérez-Tenessa est un entrepreneur, homme d'affaires, investisseur, compositeur et producteur mexicain basé à Barcelone, en Espagne, qui a fondé plusieurs sociétés, dont eDreams, cotée en bourse.

## Première vie et éducation
Pérez-Tenessa est né au Mexique et a déménagé en Espagne à l'âge de 10 ans. Il obtient son Baccalauréat au Lycée Français de Madrid en 1984. Il étudie ensuite à l'Université polytechnique de Madrid, Ecole Supérieure Aérospatiale. Il obtient Le prix "Francisco Arranz" du "colegio español de ingenieros aeronáuticos" . En 1995, il est admis à la Stanford Graduate School of Business, d'où il obtient un MBA en 1997.   
Pérez-Tenessa a commencé sa carrière dans le développement de satellites en France chez Aérospatiale et de turbines à réaction chez Pratt et Whitney aux États-Unis. Il a rejoint McKinsey and Company en 1993. Après deux ans au sein de l'entreprise, il a déménagé dans la Silicon Valley pour poursuivre son MBA et en 1996, il a rejoint Netscape, la société qui a créé le premier navigateur Web.
Il a fondé eDreams en 1999 dans la Silicon Valley, en se concentrant sur le marché européen. PDG d'eDreams et de son successeur eDreams ODIGEO de 1999 à 2015.
Au cours de son mandat comme PDG, il a dirigé la société à travers cinq opérations de private equity, plusieurs émissions de dette privée et publique, trois acquisitions et une introduction en bourse (IPO), qu'il a finalisée en avril 2014. L' IPO valorise la société en 1,5 milliard d'euros. eDreams est la seule startup Internet en Espagne à avoir été cotée publiquement sur le marché principal. En 2015, Perez-Tenessa a démissionné de ses fonctions de PDG et Président d'eDreams.
En 2017, il a cofondé SeedRocket 4Founders, une société de capital-risque qui investit dans des entreprises technologiques en Espagne. Il est un investisseur à la fois personnellement et par l'intermédiaire de 4Founders dans un grand nombre d'entreprises technologiques à travers le monde.  
Perez-Tenessa a produit un certain nombre de pièces de théâtre musical, notamment les productions espagnoles de Rent en 2016, et Fun Home en 2018. Il a composé plusieurs pièces accessibles au public dans SoundCloud . Il a interprété les voix de basse et de ténor dans le chœur du Messie de Haendel au Palau de La Musica de Barcelone[réf. nécessaire].